# Esporte na Letônia
O esporte na Letônia faz parte da cultura letã. Entre os esportes mais populares na Letônia estão o basquetebol, o hóquei no gelo e o futebol. Entre os esportes individuais, os mais praticados são o atletismo, o tênis e o ciclismo.

## Basquetebol
Na Letônia, O basquetebol é por vezes referido como um esporte nacional. A Seleção Letã de Basquetebol tem uma longa tradição neste esporte. A Letônia venceu o primeiro campeonato europeu em 1935 e sediou o segundo campeonato em 1937.
No período soviético, o time masculino ASK Riga foi dominante na Liga Soviética entre 1950 e 1960, ganhando vários campeonatos soviéticos e europeus, além de três Copas dos Campeões, em 1958, 1959 e 1960. Nos Jogos Olímpicos de Verão de 1960, quatro letões, Jānis Krumins, Valdis Muižnieks, Cēzars Ozers e Maigonis Valdmanis estiveram na equipe soviética que venceu a medalha de prata. Nas equipes de 1956 e 1964 estavam três jogadores letões. A equipe soviética nos Jogos Olímpicos de Verão de 1952 contava com apenas um letão.
A equipe feminina TTT Riga foi bem sucedida em 1970 e 1980, vencendo a Copa dos Campeões Europeus por 18 vezes. A jogadora Uljana Semjonova, com seus incríveis 2,12 m; foi a jogadora chave nesse período. Ela também foi dominante com a equipe soviética, conquistando duas medalhas e três Campeonatos Mundiais.
No basquete masculino, o jogador Valdis Valters foi o jogador mais aclamado na década de 1980. Ele ganhou um Campeonato Europeu com a equipe soviética em 1981 e foi reconhecido como o MVP do torneio, mas não teve a chance de jogar nas Olimpíadas, por causa do boicote soviético aos Jogos Olímpicos de Verão de 1984 em Los Angeles, que coincidiu com melhores anos de Valter. Outro letão, Igors Miglinieks ganhou o ouro com a equipe soviética quatro anos mais tarde, nos Jogos Olímpicos de Verão de 1988.
A Seleção Nacional da Letônia retornou à competição internacional como país independente em 1992. As Eliminatórias para os Jogos Olímpicos de Verão de 1992 foram o primeiro torneio oficial para a Letônia. Uma grande controvérsia foi causada por dois jogadores da Letônia, Igors Miglinieks e Gundars Vētra. Eles poderiam escolher se jogariam para a Equipa Unificada, que tinha vaga certa, ou jogar pela Letônia. Os dois jogadores decidiram jogar pela Equipa Unificada. A equipe da Letã, sem eles, não conseguiu se classificar para os Jogos Olímpicos. Isso causou um ressentimento muito grande na Letônia e os dois jogadores nunca jogaram pela seleção local em um jogos internacionais.
Depois de o país recuperar a independência, o torneio de maior sucesso para a Letônia foi o Campeonato Europeu de 2001, quando a equipe terminou em 8 º lugar. O jogador Kaspars Kambala foi o melhor jogador letão neste torneio. O campeonato nacional, Latvijas Liga Basketbola, foi dominada pelo Brocēni em 1990 e Ventspils em 2000. Em 2006, a equipe de Ventspils conquistou seu sétimo campeonato consecutivo.
Gundars Vētra Letónia tornou-se o primeiro letão na NBA quando ele jogou pelo Minnesota Timberwolves em 13 jogos em 1993. Andris Biedrins foi draftado em 2004 para jogar pelo Golden State Warriors e já jogou três temporadas. Ele era o jogador mais jovem da temporada 2004-05 da NBA.
As mulheres já alcançaram as semifinais no Eurobasket. Com problemas de contusões na a maioria dos jogadoras importantes, inclusive Gunta Basko e Jēkabsone Anete-Žogota fez a Letônia cair diante da Bielorrússia.

## Hóquei no gelo
O Hóquei no gelo foi introduzido na Letônia em 1920. A Seleção Letã de Hóquei no Gelo é um membro da Federação Internacional de Hóquei no Gelo (IIHF), além de participar em vários Campeonatos do Mundo e também nos Jogos Olímpicos de Inverno de 1936. Após a ocupação da Letônia pela União Soviética em 1940, sua participação na IIHF foi interrompida. Jogadores letões tiveram um papel importante no estabelecimento de hóquei no gelo da União Soviética. A equipe Dinamo Rīga foi uma das onze equipes que jogaram no primeiro campeonato soviético em 1946/1947. o letão Harijs Mellups Foi o goleiro da equipe soviética em seu primeiro jogo internacional em 1948.
O hóquei letão experimentou um declínio em 1960, quando o Dinamo Rīga foi rebaixado para a terceira divisão. Ela começou se retorno em 1970, com o técnico Viktor Tikhonov que mais tarde iria treinar o CSKA Moscou e a equipe nacional soviética. Na temporada 1973/1974, o Dínamo Rīga retornou à Elite, onde ficou até o fim da União Soviética em 1991.
Helmuts Balderis era a estrela mais brilhante do hóquei letão de 1970 e 1980, marcando 333 gols em campeonatos soviéticos. Ele foi o artilheiro do campeonato soviético de Elite duas vezes (1977 e 1983) e o Jogador do Ano uma vez (1977). Balderis também jogou pela seleção nacional soviética, vencendo o Campeonato Mundial em outras ocasiões (1978, 1979 e 1983). Balderis foi nomeado o melhor jogador do mundial de 1977. Porém, ele não foi selecionado para a seleção nacional soviética para os Jogos Olímpicos de Inverno de 1984, possivelmente por razões políticas ou nacionais (naqueles anos, a equipe soviética consistia apenas de esportistas das equipes de hóquei no gelo de Moscou, as outras cidades soviéticas ou repúblicas soviéticas não foram representadas). Assim Balderis tornou o melhor marcador de todos os tempos de topo mas que nunca tinha sido agraciado com a medalha do ouro olímpico. O goleiro Vitalijs Samoilovs e Artūrs Irbe também estrelaram a equipe soviética nos anos 1980, e Irbe foi o melhor goleiro de Mundial de 1990 da modalidade.
A melhor época para o Dínamo Rīga veio em 1987/1988, quando terminou em terceiro lugar na temporada regular e caindo na semifinal, antes de perder para o CSKA de Moscou, o futuro campeão.
Após a independência da Letônia em 1991, a seleção restaurou a sua participação em IIHF e a equipe nacional retornou às competições internacionais. Como uma nova equipe, foram inicialmente colocados no Grupo C (terceira divisão) do Campeonato Mundial e tinha que se qualificar para as competições de alto nível. Eles estrearam no Grupo B em 1994 e no nível superior em 1997. A Letônia tem jogado no campeonato A partir de então. O melhor resultado foi o 7 º lugar em 1997 e 2004. Embora não seja candidato a medalha, a equipe da Letônia têm conseguido algumas vitórias, derrotando os E.U.A. duas vezes (em 1998 e 2001) e a Rússia por duas vezes (em 2000 e 2003). A Letônia também competiu na Jogos Olímpicos de Inverno de 2002, finalizando em nono.
A partir de 2008, quinze jogadores de hóquei no gelo da Letônia estvam na NHL. Entre os jogadores da Letônia estão: Aleksandrs Kerčs, Grigorijs Panteļejevs, Peteris Skudra, Viktors Ignatjevs, Herberts Vasiļjevs, Kaspars Astašenko, Raitis Ivanāns, Jānis Sprukts, Harijs Vîtoliòš, Mārtiņš Karsums, Oskars Bārtulis, Artūrs Kulda, Kaspars Daugaviņš.

## Futebol
A Seleção Letã de Futebol representa a Letônia em jogos internacionais. Seu melhor resultado foi a desclassificação na primeira fase do Campeonato Europeu de Futebol de 2004. O artilheiro da seleção é Maris Verpakovskis.

## Atletismo
Os atletas da Letônia têm conseguido medalhas em Olimpíadas e campeonatos da europeus e mundiais. Vadims Vasilevskis conquistou a medalha de prata nos lançamento do dardo masculino nos Jogos Olímpicos de Verão de 2004. Stanislavs Olijars ganhou medalha de prata em 2002 e medalha de ouro no Campeonato Europeu de 2006, competindo no no 110 metros com barreiras. Jelena Prokopcuka venceu a Maratona de Nova York em 2005 e 2006.
No período soviético, havia muitos grandes lançadores de dardos na Letônia. Inese Jaunzeme, Elvīra Ozoliņa, Jānis Lūsis, e Dainis Kūla estão entre os maiores lançadores de dardo.

## Tênis
O tênis vem se tornando um esporte popular na Letônia depois das atuações de Ernests Gulbis. Ele chegou a 4 ª rodada do Us Open de 2007, vencendo no seu caminho o espanhol Tommy Robredo. Em 2008, caiu nas quartas-de-final no Aberto da França, onde o seu adversário era Novak Djokovic. Gulbis atingiu a 38ª posição no ranking da ATP.
A equipe letã está participando na Copa Davis desde 1993 quando ele ganhou o direito de ser promovido para o Grupo II da Zona Europa / África. Em 2000 a Letônia foi rebaixado para o Grupo III. No ano seguinte, a Letônia retornou ao Grupo II, mas foi rebaixado novamente em 2002. Depois de retornar novamente à segunda divisão, nunca mais foi rebaixada e joga lá desde então. Em 2008, conseguiram acesso ao Grupo I. Além de Gulbis, Na equipe estavam também Andis Juska, Deniss Pavlovs e Karlis Lejnieks.

## Ciclismo
A equipe letã BMX Elite Riders (Artūrs Matisons, Ivo Lakučs, Māris Strombergs Artis Zentiņš), venceu o Campeonato Europeu de 2006. Māris Strombergs é o campeão do Mundial UCI BMX e medalhista de ouro nos Jogos Olímpicos de Verão de 2008.

## Outros esportes
- Orientação é um esporte popular que combina corrida cross-country com a navegação na floresta. A Orientação na Letônia é organizado pela Latvijas Orientēšanās Federacija.
- Direção de Rádio Amadores é um esporte que combina as capacidades de orientação com as habilidades de direção de rádio. É organizado pela Latvias Liga Radioamatieru.
- Os irmãos Juris e Andris Šics conquistaram uma prata nos Jogos Olímpicos de Inverno de 2010 e duas medalhas de bronze nos Jogos Olímpicos de Inverno de 2014. As três medalhas dos irmãos Šics significam que eles ganharam mais medalhas olímpicas do que qualquer outro atleta letão.[2]